# Le Tech
Pour les articles homonymes, voir Tech (homonymie).
Pour le fleuve, voir Tech.
Le Tech  est une commune française située dans le sud du département des Pyrénées-Orientales, en région Occitanie. Sur le plan historique et culturel, la commune est dans le Vallespir, ancienne vicomté (englobée au Moyen Âge dans la vicomté de Castelnou), rattachée à la France par le traité des Pyrénées (1659) et correspondant approximativement à la vallée du Tech, de sa source jusqu'à Céret.
Exposée à un climat océanique altéré, elle est drainée par le Tech, la Coumelade, la Lamanère, la rivière de la Fou. La commune possède un patrimoine naturel remarquable : un site Natura 2000 (« le Tech ») et deux zones naturelles d'intérêt écologique, faunistique et floristique.
Le Tech est une commune rurale qui compte 97 habitants en 2022, après avoir connu un pic de population de 557 habitants en 1906. Ses habitants sont appelés les Téchois ou Téchoises.

## Géographie

### Localisation
La commune du Tech se trouve dans le département des Pyrénées-Orientales, en région Occitanie.
Elle se situe à 43 km à vol d'oiseau de Perpignan, préfecture du département, à 19 km de Céret, sous-préfecture, et à 13 km d'Amélie-les-Bains-Palalda, bureau centralisateur du canton du Canigou dont dépend la commune depuis 2015 pour les élections départementales.
La commune fait en outre partie du bassin de vie d'Amélie-les-Bains-Palalda.
Les communes les plus proches sont :
Serralongue (1,7 km), Montferrer (3,6 km), Prats-de-Mollo-la-Preste (5,4 km), Lamanère (5,9 km), Saint-Laurent-de-Cerdans (6,3 km), Corsavy (6,9 km), Arles-sur-Tech (9,0 km), Coustouges (9,9 km).
Sur le plan historique et culturel, Le Tech fait partie du Vallespir, ancienne vicomté (englobée au Moyen Âge dans la vicomté de Castelnou), rattachée à la France par le traité des Pyrénées (1659) et correspondant approximativement à la vallée du Tech, de sa source jusqu'à Céret.

Le Tech parmi les autres communes du Vallespir.

| Casteil                  | Corsavy     |                          |
| Prats-de-Mollo-la-Preste | du Tech     | Montferrer               |
|                          | Serralongue | Saint-Laurent-de-Cerdans |

| \| Pic du Canigou Arles-sur-Tech Le Tech Montferrer Prats-de-Mollo Col d'Ares Serralongue Céret \| Situation de la commune. |
| Pic du Canigou Arles-sur-Tech Le Tech Montferrer Prats-de-Mollo Col d'Ares Serralongue Céret                                |

### Géologie et relief
La superficie de la commune est de 2 518 hectares. L'altitude varie de 420 à 2 721 mètres.
Le territoire de la commune correspond à la vallée du torrent la Coumelade. Le village se trouve au confluent de cette rivière et du fleuve le Tech.
Le massif du Canigou est le plus oriental des massifs des Pyrénées dépassant 2 000 m. Situé dans le département français des Pyrénées-Orientales, il sépare les régions naturelles et historiques de tradition catalane du Vallespir (vallée du fleuve Tech), au sud, et du Conflent au nord.
La commune est classée en zone de sismicité 4, correspondant à une sismicité moyenne.

### Hydrographie
Le Tech est traversé par le fleuve côtier le plus méridional de France le Tech, de l'ouest vers l'est et dans la partie la plus méridionale de la commune. Toute la longueur du territoire du nord vers le sud est constituée par l'intégralité du bassin de la Coumelade qui conflue dans le Tech au sein du village.

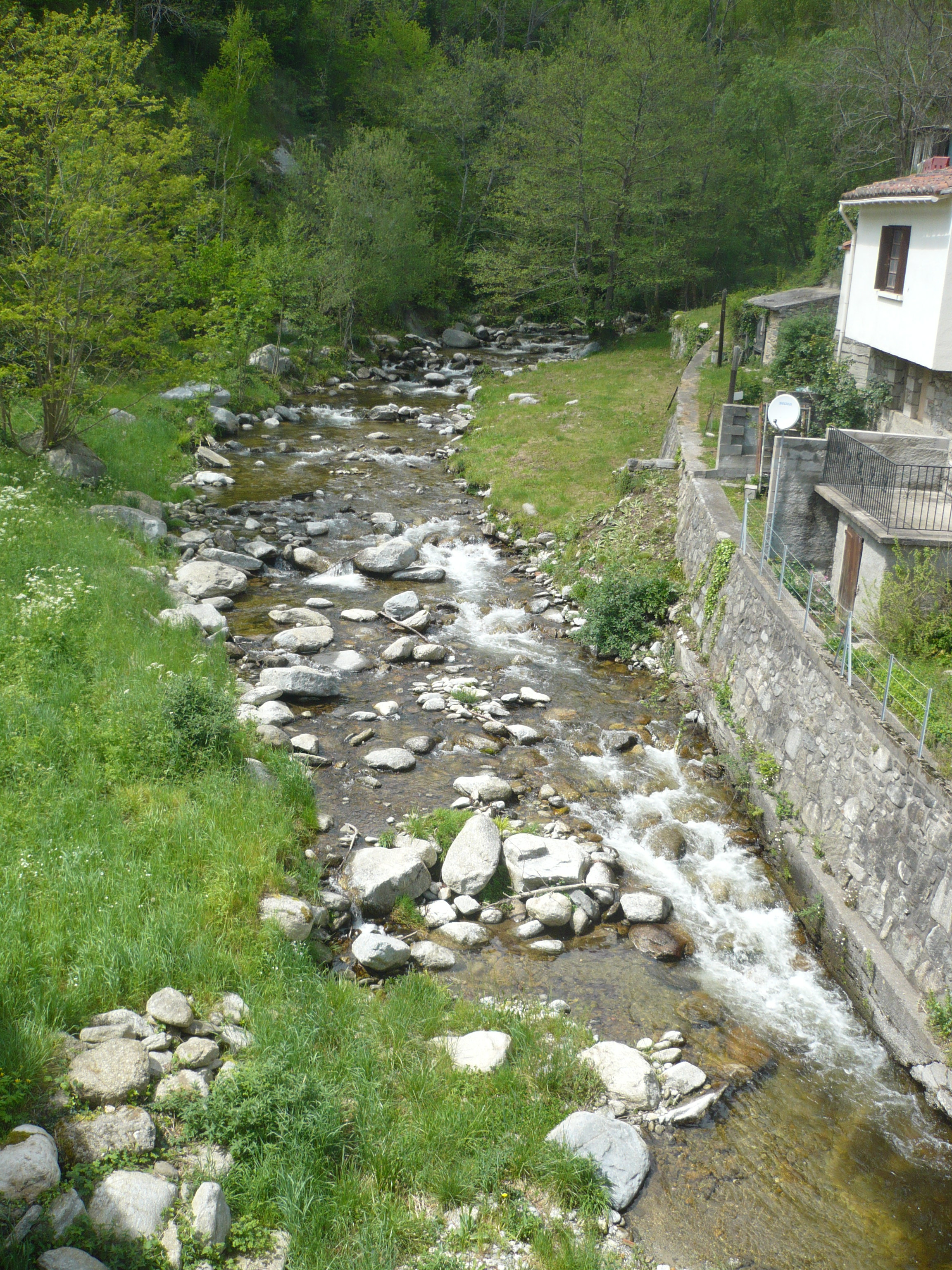
La Coumelade en amont du pont du village
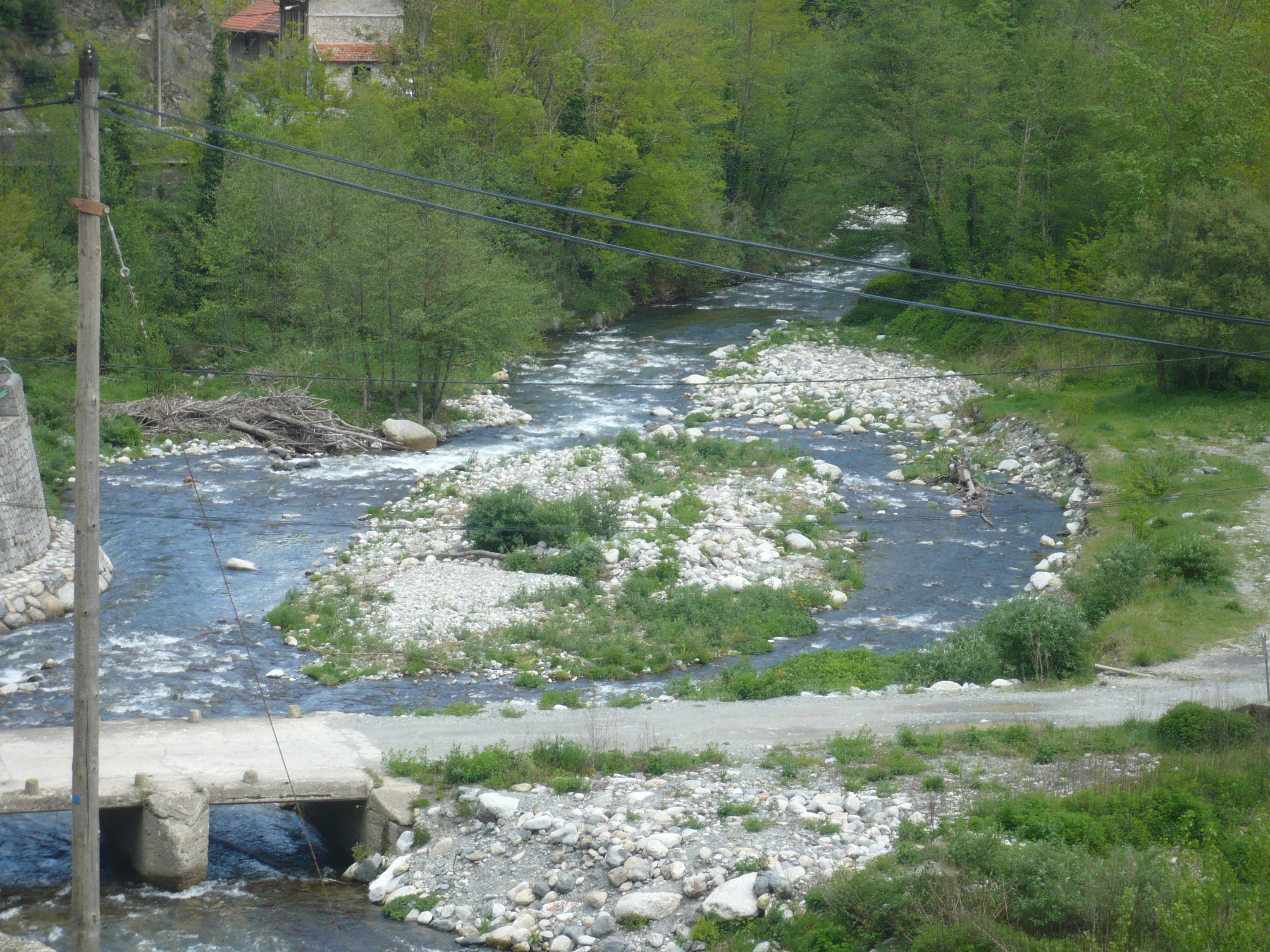
Point de confluence de la Coumelade dans le Tech
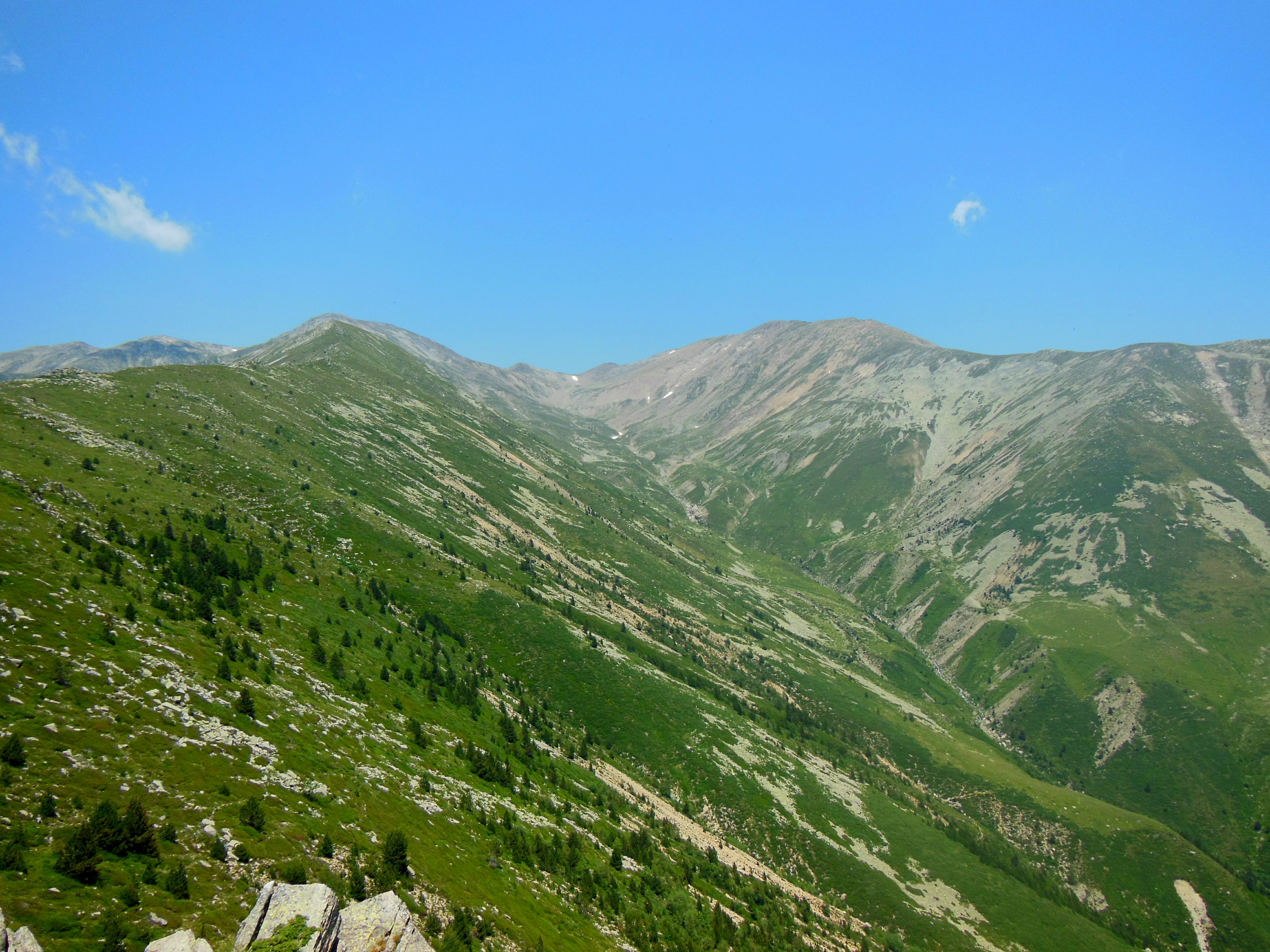
Le secteur nord du bassin de la Coumelade. Puig dels Tres Vents à droite.

### Climat
Pour des articles plus généraux, voir Climat de l'Occitanie et Climat des Pyrénées-Orientales.
En 2010, le climat de la commune est de type climat océanique altéré, selon une étude du CNRS s'appuyant sur une série de données couvrant la période 1971-2000. En 2020, Météo-France publie une typologie des climats de la France métropolitaine dans laquelle la commune est dans une zone de transition entre le climat de montagne et le climat méditerranéen et est dans la région climatique Pyrénées orientales, caractérisée par une faible pluviométrie, un très bon ensoleillement (2 600 h/an), un air sec, particulièrement en hiver et peu de brouillards.
Pour la période 1971-2000, la température annuelle moyenne est de 12,7 °C, avec une amplitude thermique annuelle de 14,5 °C. Le cumul annuel moyen de précipitations est de 831 mm, avec 6,6 jours de précipitations en janvier et 5,8 jours en juillet. Pour la période 1991-2020, la température moyenne annuelle observée sur la station météorologique installée sur la commune est de 12,9 °C et le cumul annuel moyen de précipitations est de 1 146,5 mm,. Pour l'avenir, les paramètres climatiques de la commune estimés pour 2050 selon différents scénarios d’émission de gaz à effet de serre sont consultables sur un site dédié publié par Météo-France en novembre 2022.
| Mois                                  | jan.          | fév.           | mars          | avril         | mai           | juin          | jui.          | août          | sep.          | oct.          | nov.          | déc.          | année      |
| ------------------------------------- | ------------- | -------------- | ------------- | ------------- | ------------- | ------------- | ------------- | ------------- | ------------- | ------------- | ------------- | ------------- | ---------- |
| Température minimale moyenne (°C)     | 1,9           | 1,7            | 3,8           | 6,3           | 9             | 12,7          | 14,9          | 15,1          | 11,9          | 9,1           | 5             | 2,9           | 7,9        |
| Température moyenne (°C)              | 6,4           | 6,5            | 8,6           | 11            | 14            | 18,1          | 20,8          | 21            | 17,6          | 14,3          | 9,6           | 7,5           | 12,9       |
| Température maximale moyenne (°C)     | 10,9          | 11,3           | 13,4          | 15,7          | 19            | 23,4          | 26,6          | 26,9          | 23,3          | 19,5          | 14,2          | 12            | 18         |
| Record de froid (°C) date du record   | −7,9 23.01.11 | −10,2 03.02.12 | −8,7 10.03.10 | −4,3 04.04.22 | −0,3 06.05.19 | 4,4 21.06.10  | 6,2 10.07.07  | 6,9 10.08.17  | 2,7 27.09.10  | −0,5 16.10.09 | −4,6 29.11.13 | −6,8 20.12.09 | −10,2 2012 |
| Record de chaleur (°C) date du record | 25,2 05.01.13 | 24,3 27.02.19  | 24,8 30.03.12 | 27,4 08.04.11 | 31,2 21.05.22 | 37,1 28.06.19 | 38,1 18.07.23 | 37,1 24.08.23 | 33,6 06.09.16 | 32,8 12.10.11 | 23,8 11.11.15 | 23,5 31.12.21 | 38,1 2023  |
| Précipitations (mm)                   | 79,5          | 46,5           | 109,5         | 118,3         | 119,4         | 121,5         | 90,7          | 96,7          | 97,2          | 111,5         | 122,1         | 33,6          | 1 146,5    |

### Milieux naturels et biodiversité

#### Réseau Natura 2000

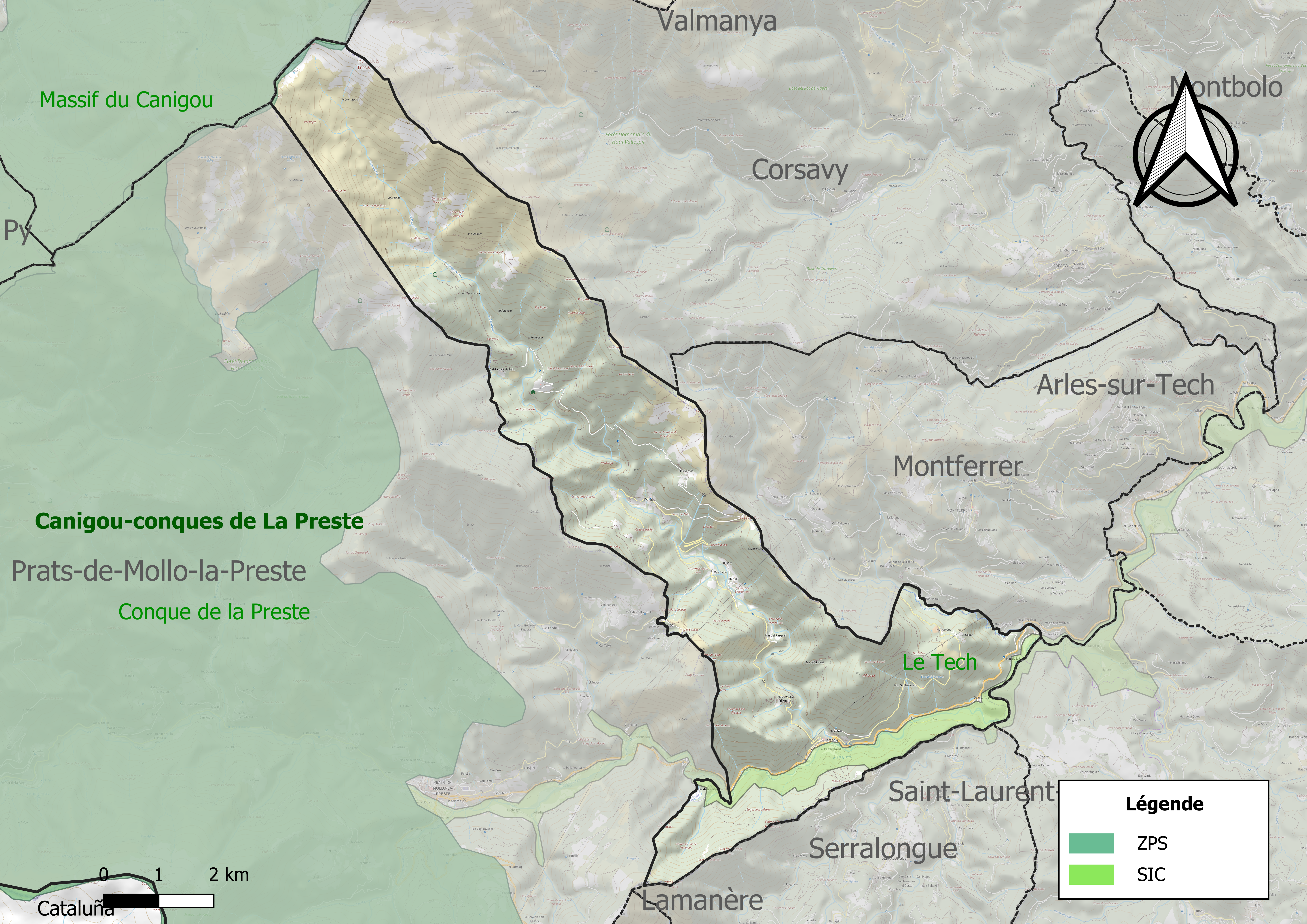
Site Natura 2000 sur le territoire communal.

Le réseau Natura 2000 est un réseau écologique européen de sites naturels d'intérêt écologique élaboré à partir des directives habitats et oiseaux, constitué de zones spéciales de conservation (ZSC) et de zones de protection spéciale (ZPS).
Un site Natura 2000 a été défini sur la commune au titre de la directive habitats : « le Tech », d'une superficie de 1 467 ha, hébergeant le Barbeau méridional qui présente une très grande variabilité génétique dans tout le bassin versant du Tech. Le haut du bassin est en outre colonisé par le Desman des Pyrénées.

#### Zones naturelles d'intérêt écologique, faunistique et floristique
L’inventaire des zones naturelles d'intérêt écologique, faunistique et floristique (ZNIEFF) a pour objectif de réaliser une couverture des zones les plus intéressantes sur le plan écologique, essentiellement dans la perspective d’améliorer la connaissance du patrimoine naturel national et de fournir aux différents décideurs un outil d’aide à la prise en compte de l’environnement dans l’aménagement du territoire.
Une ZNIEFF de type 1 est recensée sur la commune :
les « falaises de la Tour de Cos » (36 ha) et une ZNIEFF de type 2, :
« le Vallespir » (47 344 ha), couvrant 18 communes du département.

Carte des ZNIEFF de type 1 et 2 au Tech.
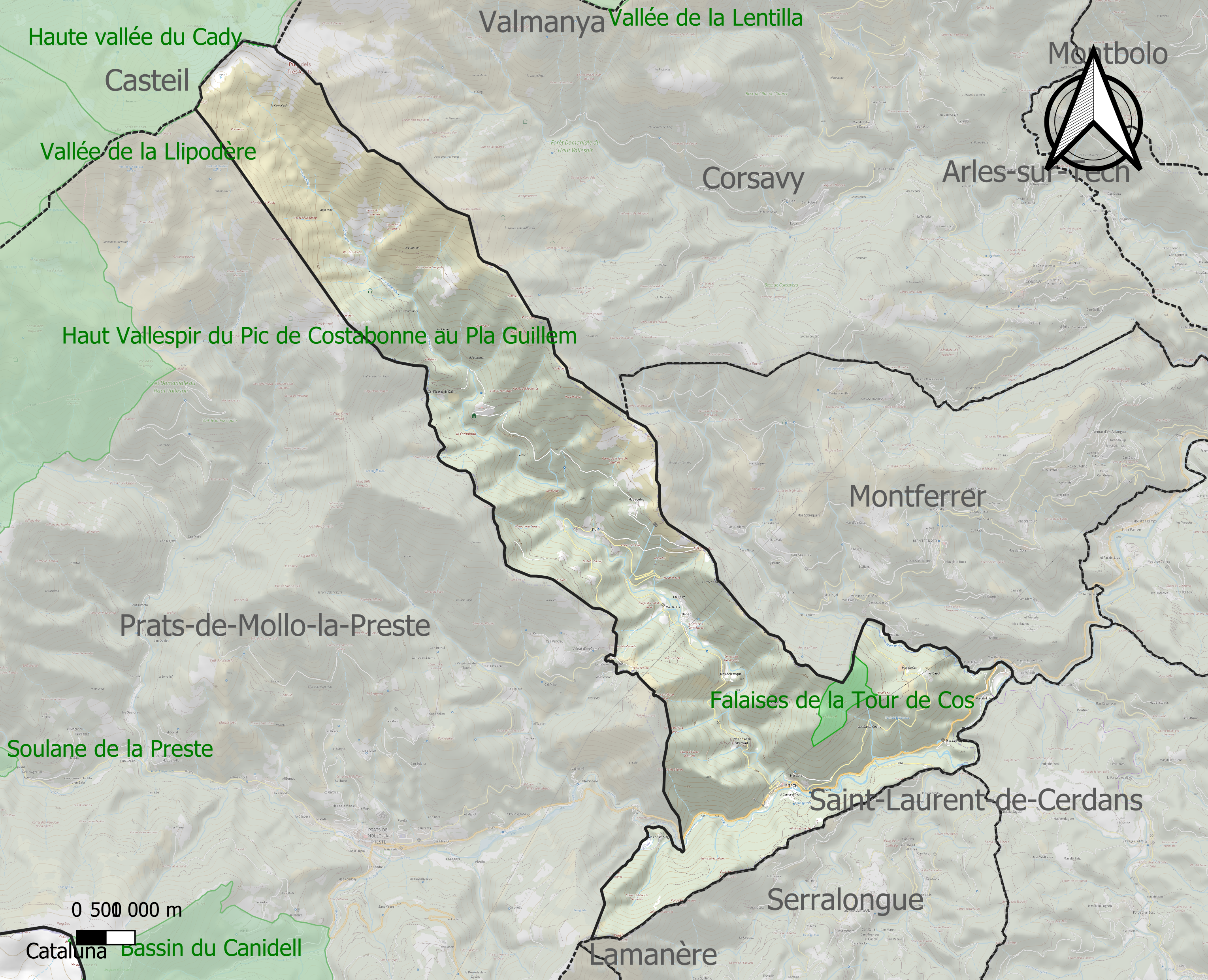
Carte de la ZNIEFF de type 1 sur la commune.
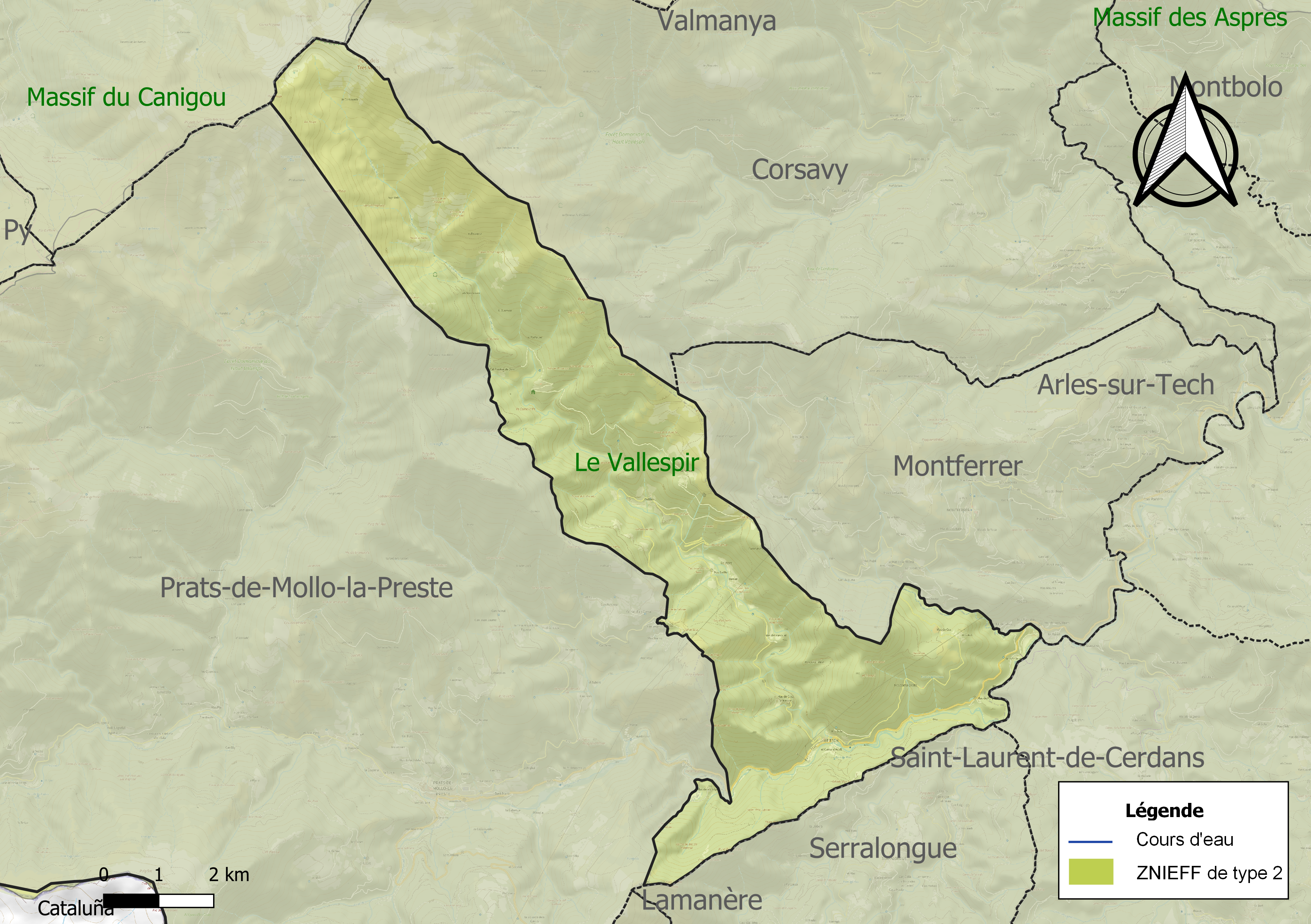
Carte de la ZNIEFF de type 2 sur la commune.

## Urbanisme

### Typologie
Au 1er janvier 2024, Le Tech est catégorisée commune rurale à habitat très dispersé, selon la nouvelle grille communale de densité à sept niveaux définie par l'Insee en 2022.
Elle est située hors unité urbaine et hors attraction des villes,.

### Occupation des sols
L'occupation des sols de la commune, telle qu'elle ressort de la base de données européenne d’occupation biophysique des sols Corine Land Cover (CLC), est marquée par l'importance des forêts et milieux semi-naturels (96,5 % en 2018), une proportion sensiblement équivalente à celle de 1990 (96,4 %). La répartition détaillée en 2018 est la suivante :
forêts (59,5 %), espaces ouverts, sans ou avec peu de végétation (21,1 %), milieux à végétation arbustive et/ou herbacée (15,8 %), prairies (2,5 %), zones agricoles hétérogènes (1 %). L'évolution de l’occupation des sols de la commune et de ses infrastructures peut être observée sur les différentes représentations cartographiques du territoire : la carte de Cassini (XVIIIe siècle), la carte d'état-major (1820-1866) et les cartes ou photos aériennes de l'IGN pour la période actuelle (1950 à aujourd'hui).

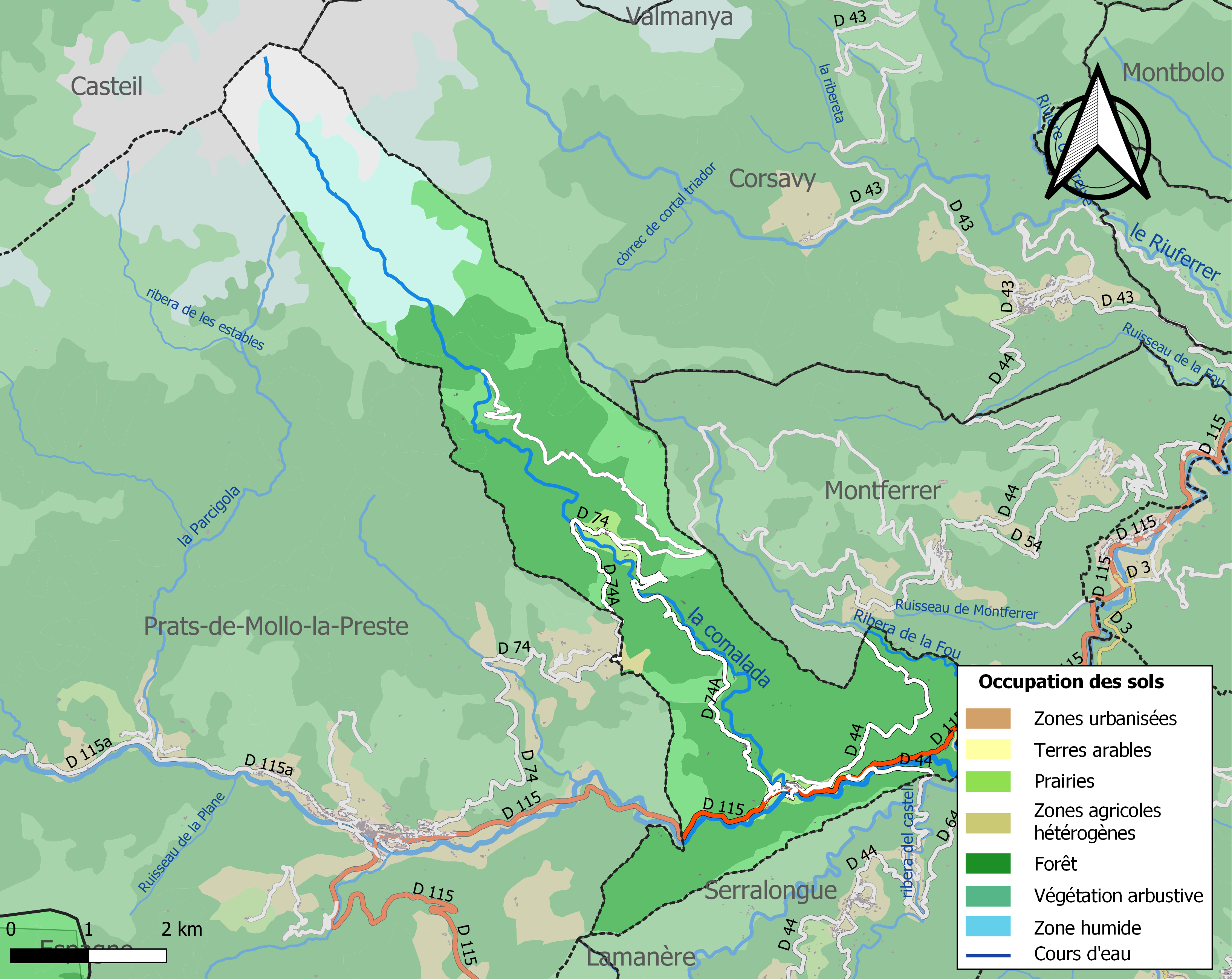
Carte des infrastructures et de l'occupation des sols de la commune en 2018 (CLC).

### Voies de communication et transports
Plusieurs routes départementales traversent la commune.
- La D 115 traverse la commune d'est en ouest, en provenance d'Arles-sur-Tech à l'est et en direction de Prats-de-Mollo-la-Preste à l'ouest.
- La D 44 conduit du village vers le sud en direction de Serralongue et vers le nord en direction de Montferrer.
- La D 74 démarre du village du Tech pour se diriger vers le nord dans la vallée de la Coumelade en direction du hameau de La Llau, avant de redescendre vers le sud-ouest et de longer la rive gauche du Tech vers l'ouest en direction de Prats-de-Mollo-la-Preste.

La ligne 531 du réseau régional liO relie la commune à la gare de Perpignan depuis Prats-de-Mollo-la-Preste.

### Risques majeurs
Le territoire de la commune duTech est vulnérable à différents aléas naturels : inondations, climatiques (grand froid ou canicule), feux de forêts, mouvements de terrains, avalanche  et séisme (sismicité moyenne). Il est également exposé à un risque particulier, le risque radon,.

#### Risques naturels
Certaines parties du territoire communal sont susceptibles d’être affectées par le risque d’inondation par crue torrentielle de cours d'eau du bassin du Tech.
Les mouvements de terrains susceptibles de se produire sur la commune sont soit des mouvements liés au retrait-gonflement des argiles, soit des glissements de terrains, soit des chutes de blocs, soit des effondrements liés à des cavités souterraines. Une cartographie nationale de l'aléa retrait-gonflement des argiles permet de connaître les sols argileux ou marneux susceptibles vis-à-vis de ce phénomène. L'inventaire national des cavités souterraines permet par ailleurs de localiser celles situées sur la commune.
Ces risques naturels sont pris en compte dans l'aménagement du territoire de la commune par le biais d'un plan de prévention des risques inondations et mouvements de terrains.

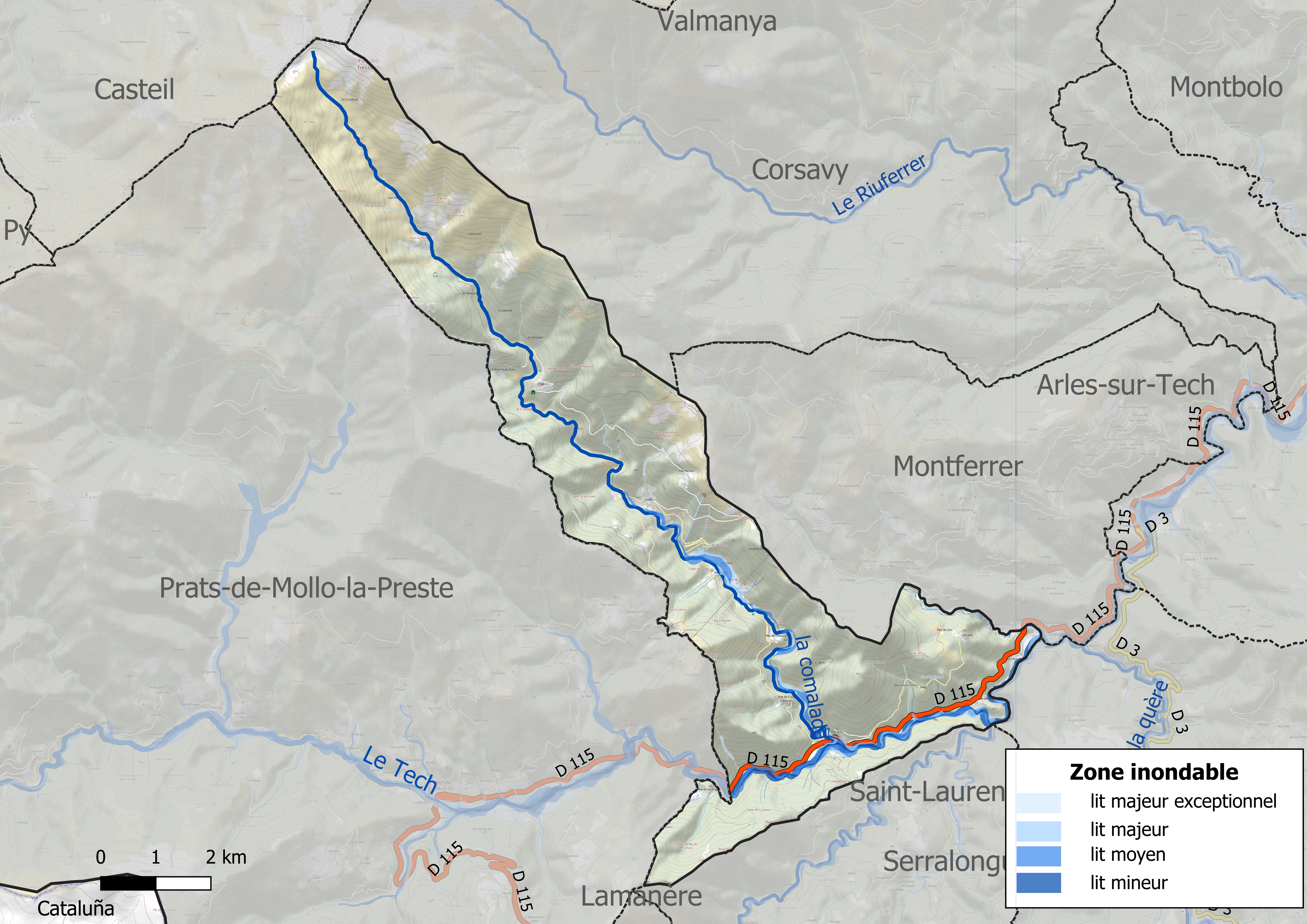
Carte des zones inondables.
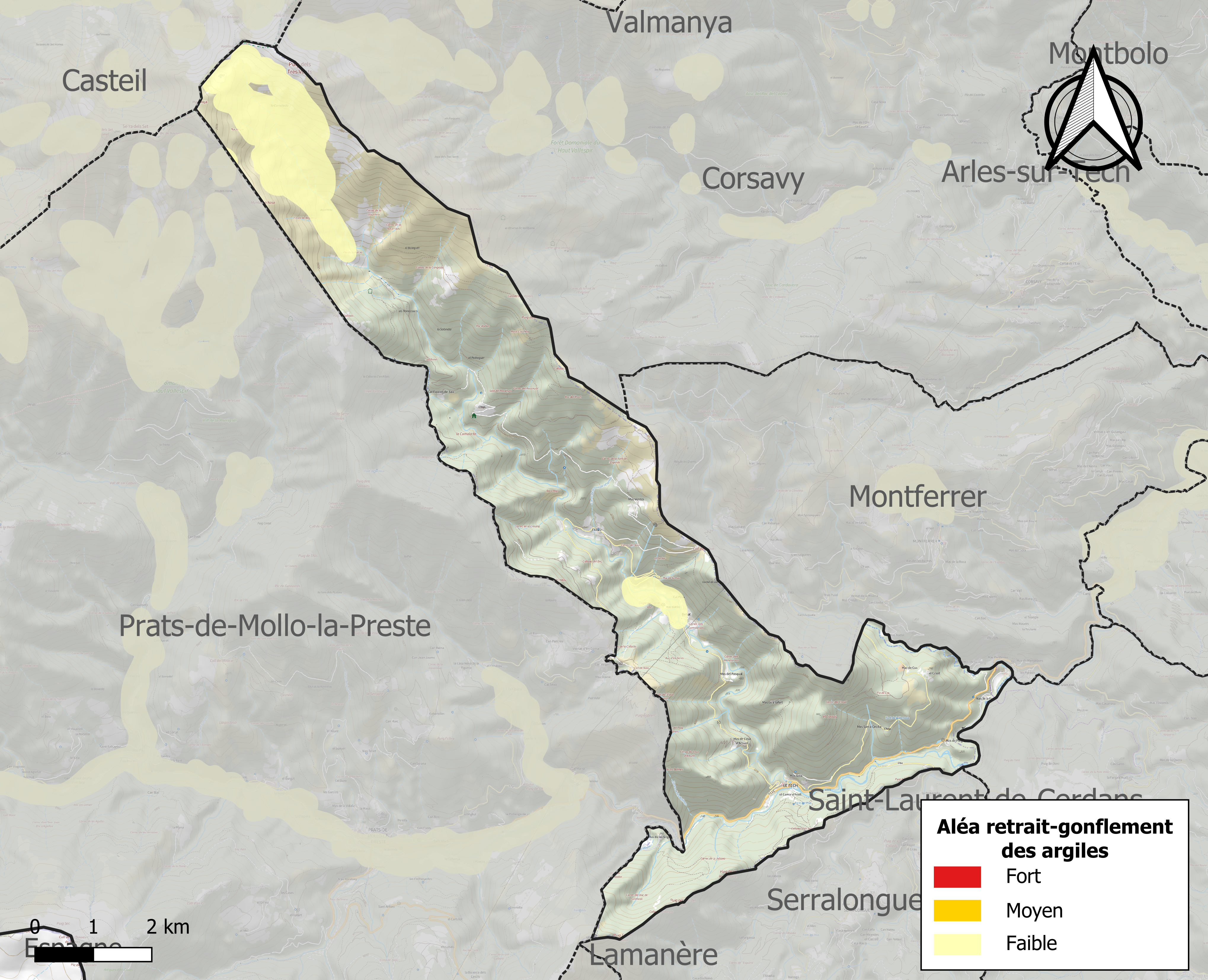
Carte des zones d'aléa retrait-gonflement des argiles.

#### Risque particulier
Dans plusieurs parties du territoire national, le radon, accumulé dans certains logements ou autres locaux, peut constituer une source significative d’exposition de la population aux rayonnements ionisants. Toutes les communes du département sont concernées par le risque radon à un niveau plus ou moins élevé. Selon la classification de 2018, la commune duTech est classée en zone 3, à savoir zone à potentiel radon significatif.

## Toponymie
En catalan, le nom de la commune est El Tec.
Le lieu est mentionné en 1327 pour indiquer une ferme près du pont sur le Tech (Borda dez Pont). Par la suite, une forge et un hameau s'y sont développés et au XVIe siècle le lieu est alors mentionné sous le nom de Fargues del Tech ou même simplement El Tech. Au XVIIe siècle et au XVIIIe siècle on ne mentionne plus la forge et le lieu est appelé Pont du Tech. Lors de l'indépendance de la commune en 1862, le nom est de nouveau simplifié pour redevenir Le Tech.

## Histoire

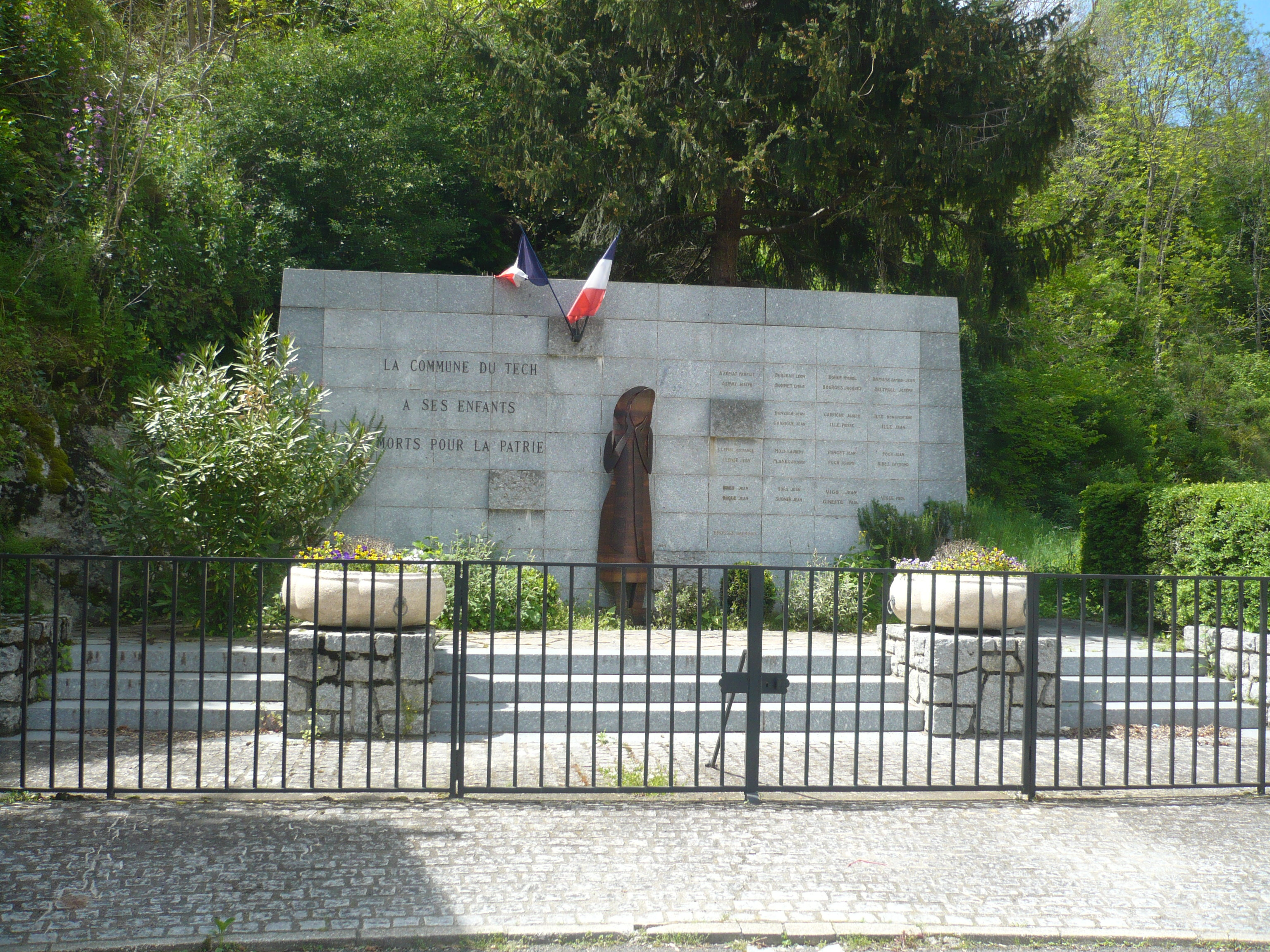
Le monument aux morts

La commune du Tech est créée le 19 mars 1862 par détachement d'une partie de la commune de Prats-de-Mollo.

## Politique et administration

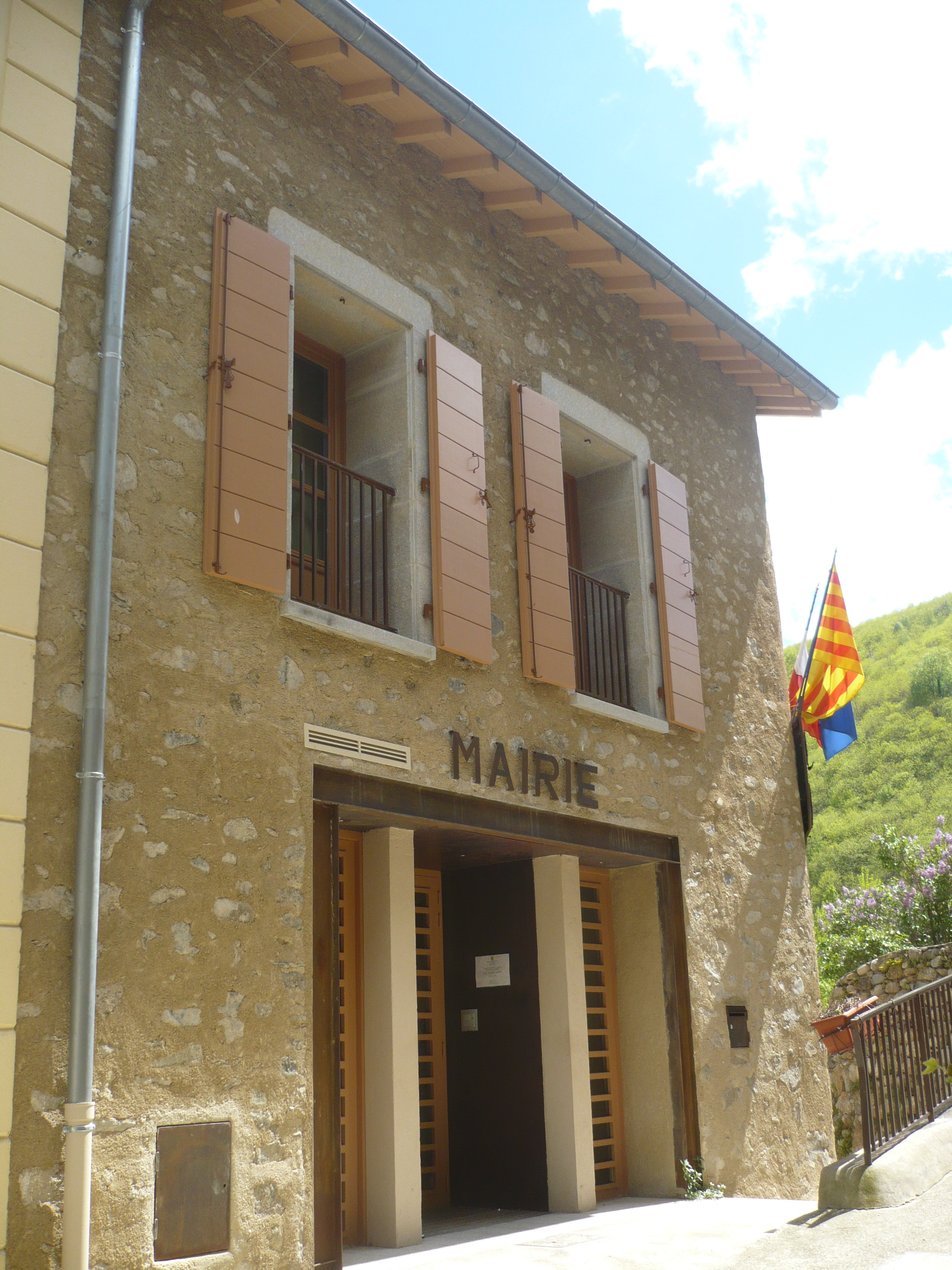
La mairie

### Liste des maires
| Période   | Période   | Identité             | Étiquette | Qualité |
| --------- | --------- | -------------------- | --------- | --- |
| 1862      | 1909      | Michel Trescases,    |           | Premier maire de la commune et principal artisan de sa création. Mandat interrompu en 1870 durant le gouvernement provisoire. |
|           |           |                      |           | |
| 1931      | 1944      | Auguste Ille         | SFIO      | Maçon |
| 1944      | mars 1965 | André Coste          |           | Désigné en 1944 à son retour des camps. Réélu ensuite.                                                                        |
| mars 1965 | mars 1971 | Emmanuel Nou         |           | Ne se représente pas en 1971.                                                                                                 |
| mars 1971 | 1980      | Jean-Michel Coste    |           | Réélu en 1977. Démissionne en 1980 pour raisons de santé.                                                                     |
| mars 1980 | mars 1989 | Raphaël Sales        |           | Réélu en 1983. |
| mars 1989 | 2001 ?    | Roger Gineste        |           | |
| mars 2001 | mars 2008 | Claude Puitg         | DVD       | |
| mars 2008 | En cours  | Guillaume Cervantes, |           | |

## Population et société

### Démographie
Ses habitants sont appelés les Téchois.

L'évolution du nombre d'habitants est connue à travers les recensements de la population effectués dans la commune depuis 1866. Pour les communes de moins de 10 000 habitants, une enquête de recensement portant sur toute la population est réalisée tous les cinq ans, les populations de référence des années intermédiaires étant quant à elles estimées par interpolation ou extrapolation. Pour la commune, le premier recensement exhaustif entrant dans le cadre du nouveau dispositif a été réalisé en 2008.

En 2022, la commune comptait 97 habitants, en évolution de −2,02 % par rapport à 2016 (Pyrénées-Orientales : +3,92 %, France hors Mayotte : +2,11 %).
| 1866 | 1872 | 1876 | 1881 | 1886 | 1891 | 1896 | 1901 | 1906 |
| ---- | ---- | ---- | ---- | ---- | ---- | ---- | ---- | ---- |
| 554  | 521  | 543  | 498  | 508  | 450  | 458  | 470  | 557  |

| 1911 | 1921 | 1926 | 1931 | 1936 | 1946 | 1954 | 1962 | 1968 |
| ---- | ---- | ---- | ---- | ---- | ---- | ---- | ---- | ---- |
| 512  | 439  | 449  | 410  | 370  | 249  | 252  | 218  | 152  |

| 1975 | 1982 | 1990 | 1999 | 2006 | 2008 | 2013 | 2018 | 2022 |
| ---- | ---- | ---- | ---- | ---- | ---- | ---- | ---- | ---- |
| 126  | 124  | 124  | 84   | 86   | 86   | 111  | 91   | 97   |

| selon la population municipale des années : | 1968 | 1975 | 1982 | 1990 | 1999 | 2006 | 2009 | 2013 |
| Rang de la commune dans le département      | 146  | 151  | 139  | 163  | 174  | 187  | 189  | 178  |
| Nombre de communes du département           | 232  | 217  | 220  | 225  | 226  | 226  | 226  | 226  |

### Manifestations culturelles et festivités
- Fête patronale : 20 janvier[49] ;
- Fête communale : 1er dimanche d'octobre[49] ;
- Foire : 3e dimanche de novembre[49].

## Économie

### Emploi
|                | 2008   | 2013   | 2018   |
| -------------- | ------ | ------ | ------ |
| Commune        | 14,5 % | 12 %   | 9,8 %  |
| Département    | 10,3 % | 12,9 % | 13,3 % |
| France entière | 8,3 %  | 10 %   | 10 %   |

En 2018, la population âgée de 15 à 64 ans s'élève à 51 personnes, parmi lesquelles on compte 60,8 % d'actifs (51 % ayant un emploi et 9,8 % de chômeurs) et 39,2 % d'inactifs,. En 2018, le taux de chômage communal (au sens du recensement) des 15-64 ans est inférieur à celui de la France et du département, alors qu'en 2008 la situation était inverse.
La commune est hors attraction des villes,. Elle compte 24 emplois en 2018, contre 35 en 2013 et 17 en 2008. Le nombre d'actifs ayant un emploi résidant dans la commune est de 26, soit un indicateur de concentration d'emploi de 93,7 % et un taux d'activité parmi les 15 ans ou plus de 45,6 %.
Sur ces 26 actifs de 15 ans ou plus ayant un emploi, 11 travaillent dans la commune, soit 42 % des habitants. Pour se rendre au travail, 61,5 % des habitants utilisent un véhicule personnel ou de fonction à quatre roues, 3,8 % les transports en commun, 23 % s'y rendent en deux-roues, à vélo ou à pied et 11,5 % n'ont pas besoin de transport (travail au domicile).

### Activités hors agriculture
10 établissements sont implantés au Tech au 31 décembre 2019.
Le secteur de l'industrie manufacturière, des industries extractives et autres est prépondérant sur la commune puisqu'il représente 50 % du nombre total d'établissements de la commune (5 sur les 10 entreprises implantées au Le Tech), contre 8,7 % au niveau départemental.

### Agriculture
|               | 1988 | 2000 | 2010 | 2020 |
| ------------- | ---- | ---- | ---- | ---- |
| Exploitations | 5    | 3    | 2    | 1    |
| SAU (ha)      | 291  | 215  | 240  | 87   |

La commune est dans les « Vallespir et Albères », une petite région agricole située dans le sud du département des Pyrénées-Orientales. En 2020, l'orientation technico-économique de l'agriculture  sur la commune est l'élevage de bovins, pour la viande. Une seule  exploitation agricole ayant son siège dans la commune est recensée lors du recensement agricole de 2020 (cinq en 1988). La superficie agricole utilisée est de 87 ha,,.

## Culture locale et patrimoine

### Monuments et lieux touristiques
- Église Notre-Dame-de-l'Assomption du Tech : l'ancienne église Sainte-Marie du XVIIe siècle ayant été emportée par le Tech lors de l'Aiguat de 1940, une nouvelle église du même nom a été construite au-dessus du village.
- Ermitage Saint-Guillem de Combret,  Inscrit MH (2009, La chapelle de l'ermitage, en totalité). Église romane, située au nord du village ;
- Église Sainte-Cécile de Cos, église préromane, située au nord-est du village ;
- Tour de Cos : ancienne tour à signaux du XIIIe siècle, située au sommet du Montalé.
- Église Saint-Côme-et-Saint-Damien de La Llau

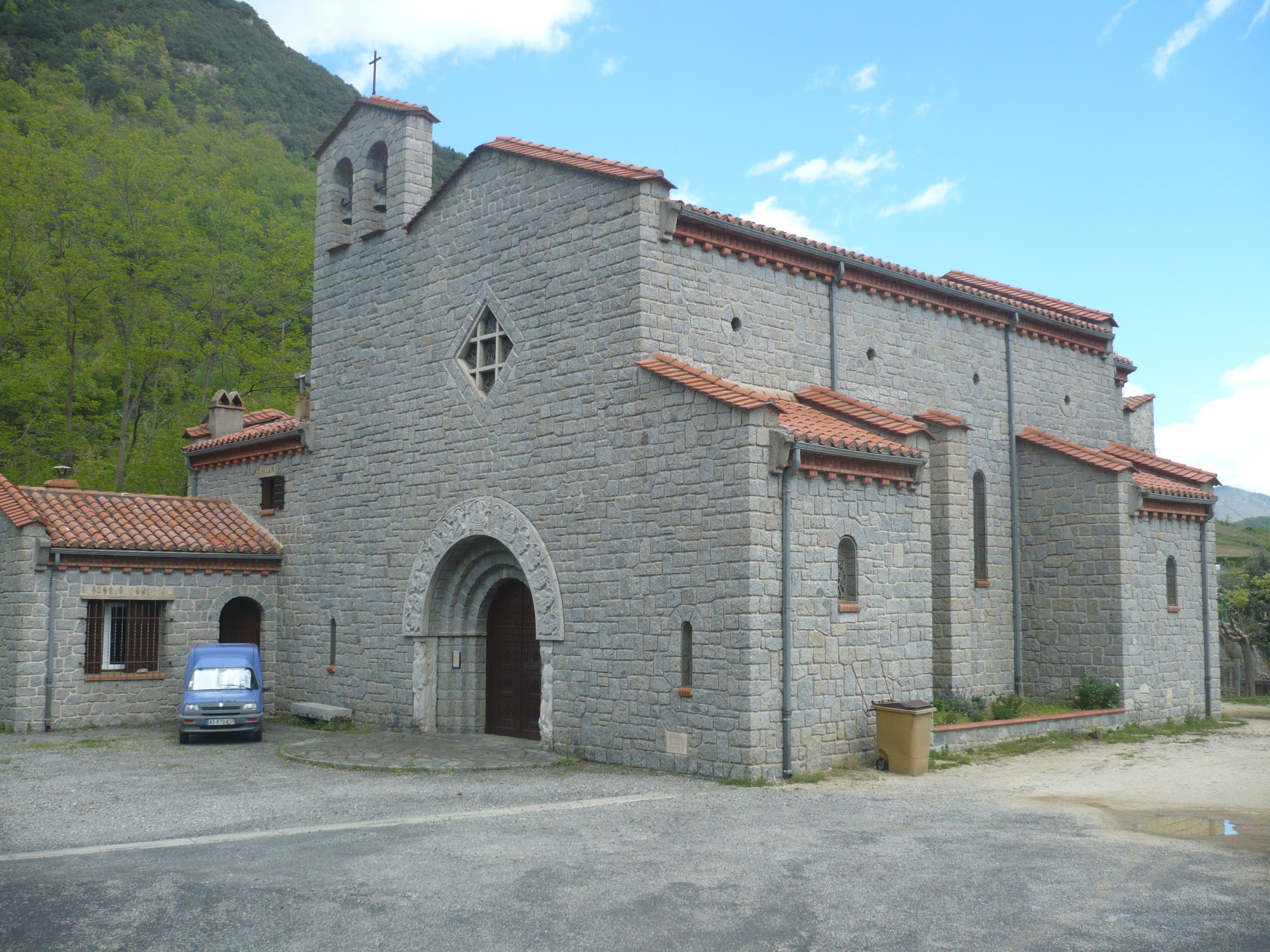
La nouvelle église Sainte-Marie
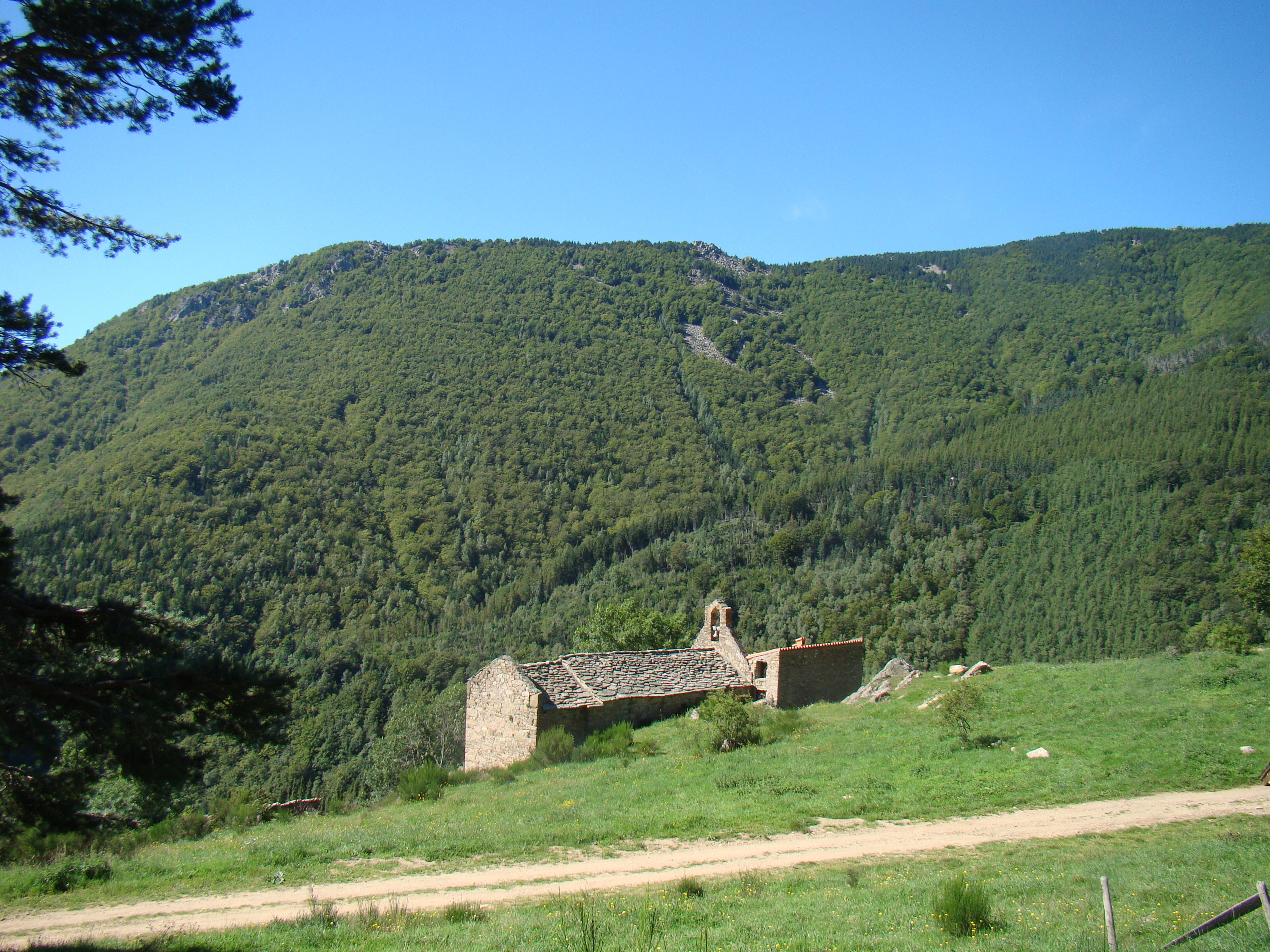
Saint-Guillem de Combret
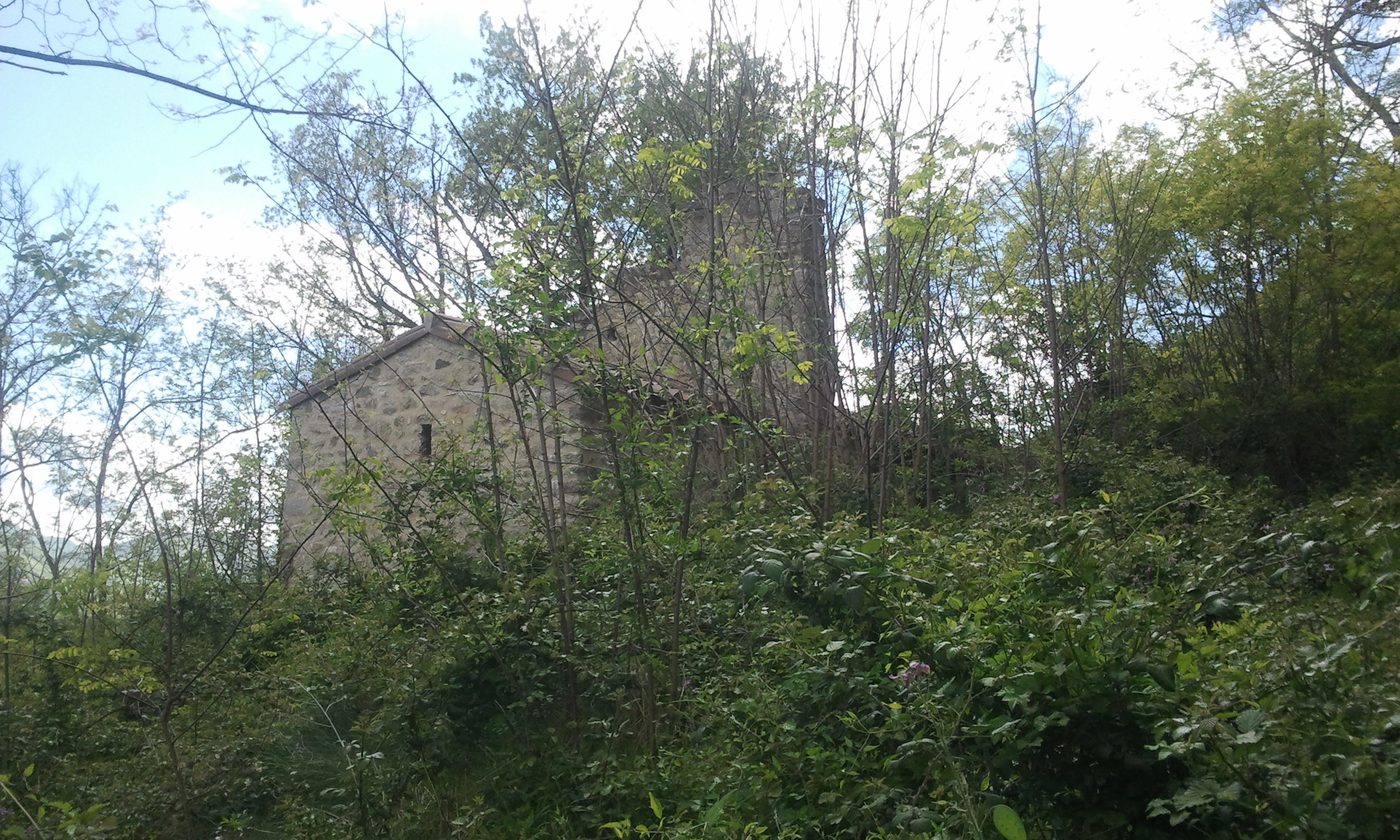
Sainte-Cécile de Cos
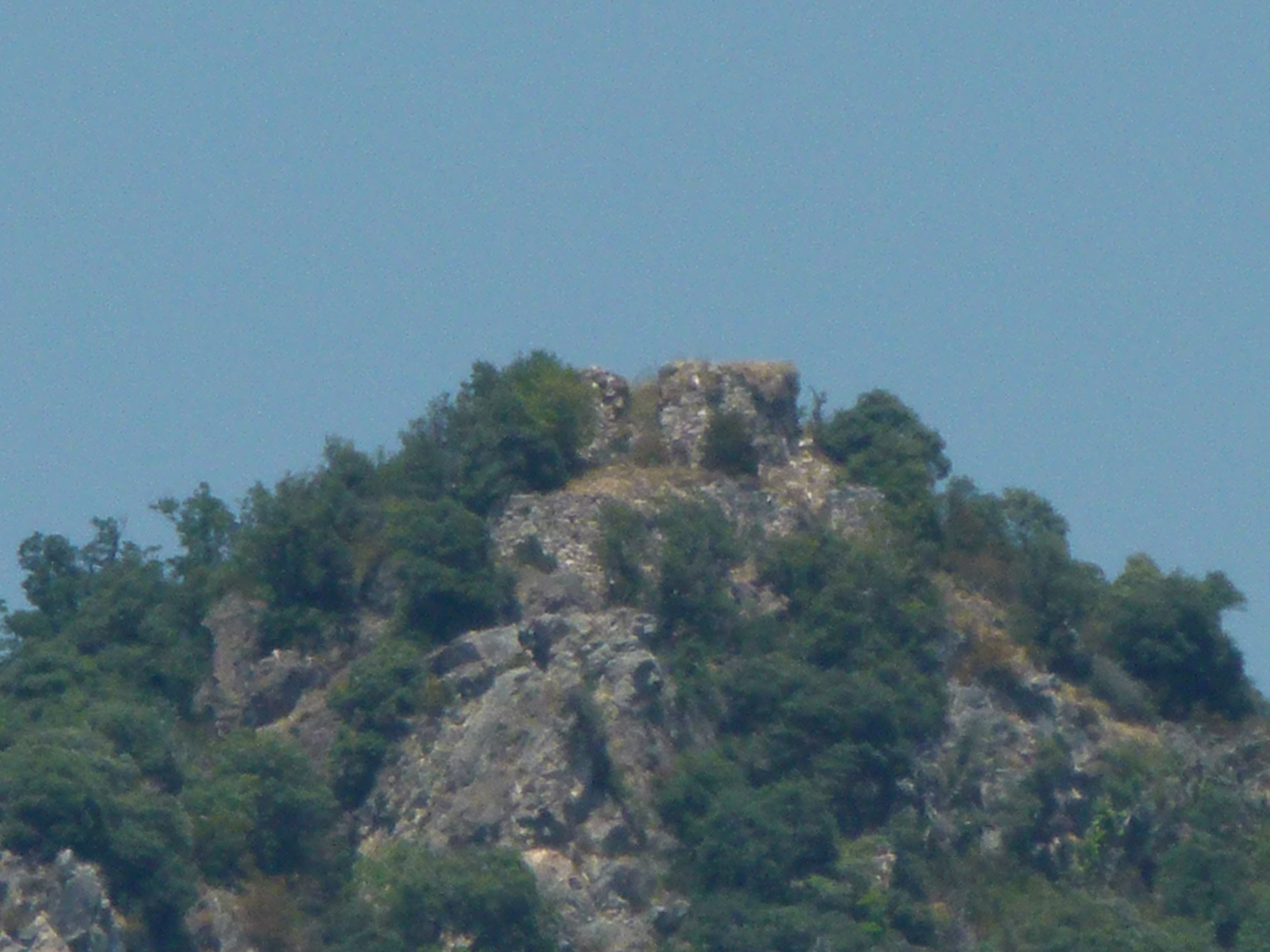
La tour de Cos